# Monture Sony E
La monture Sony E est une monture d'objectif développée par Sony Alpha à partir de 2010 pour la gamme de caméras vidéo et d’appareils photographiques hybrides NEX et ILCE, aux formats APS-C ou 24 x 36 ("plein format"). Les premiers boîtiers à en être équipés furent les Sony NEX-3 et 5, suivis par les caméras de la série NEX-VG 10/20/30[Quoi ?]. Cette monture a un tirage mécanique de 18 mm (repris en 2012 par la monture Canon EF-M) et un diamètre interne de 46,1 mm (contre 47 mm pour la monture Canon EF-M).
Sony publie les spécifications de sa monture le 8 février 2011, permettant le développement d’objectifs par d’autres fabricants.  

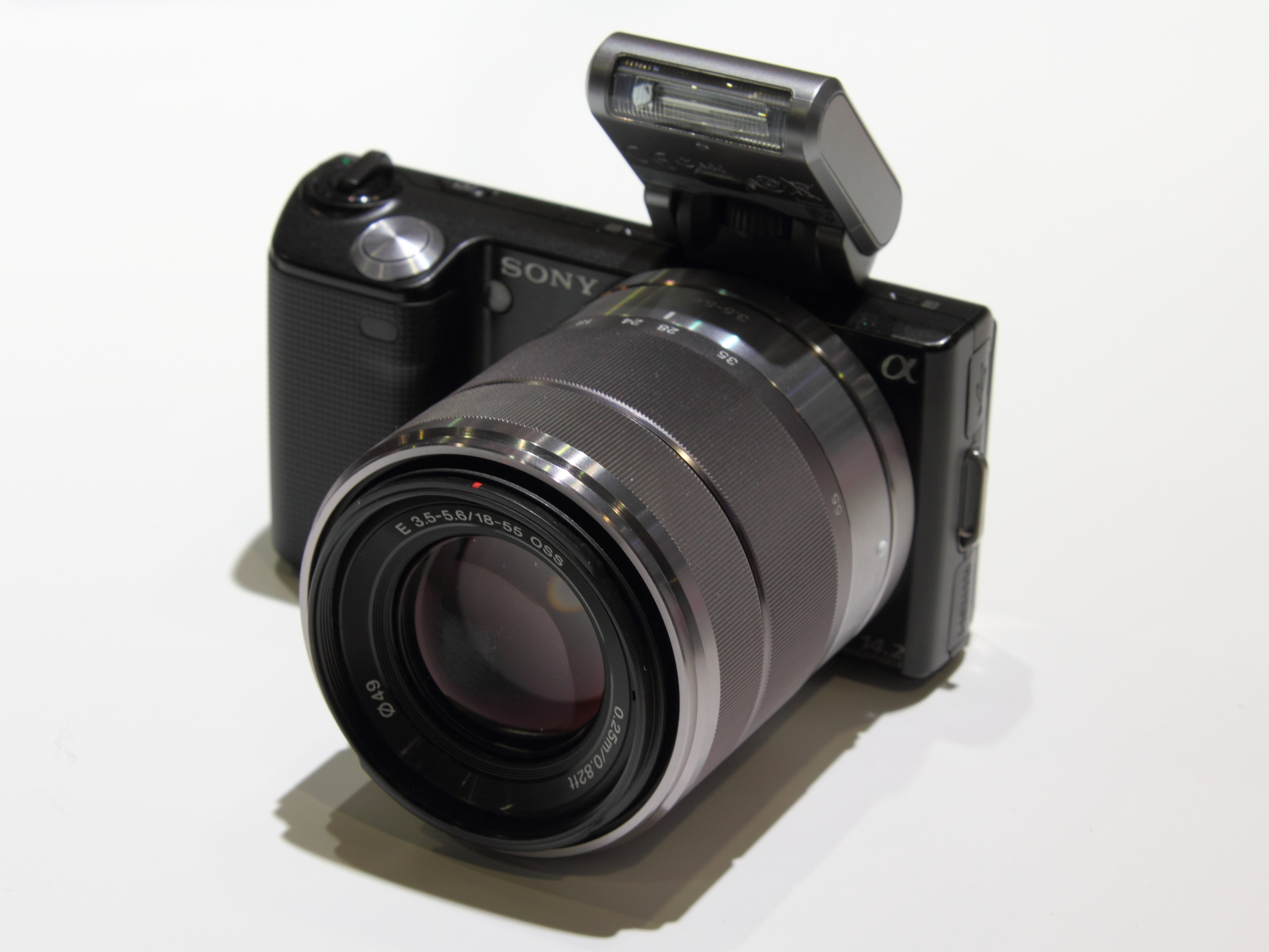
Sony NEX-5.
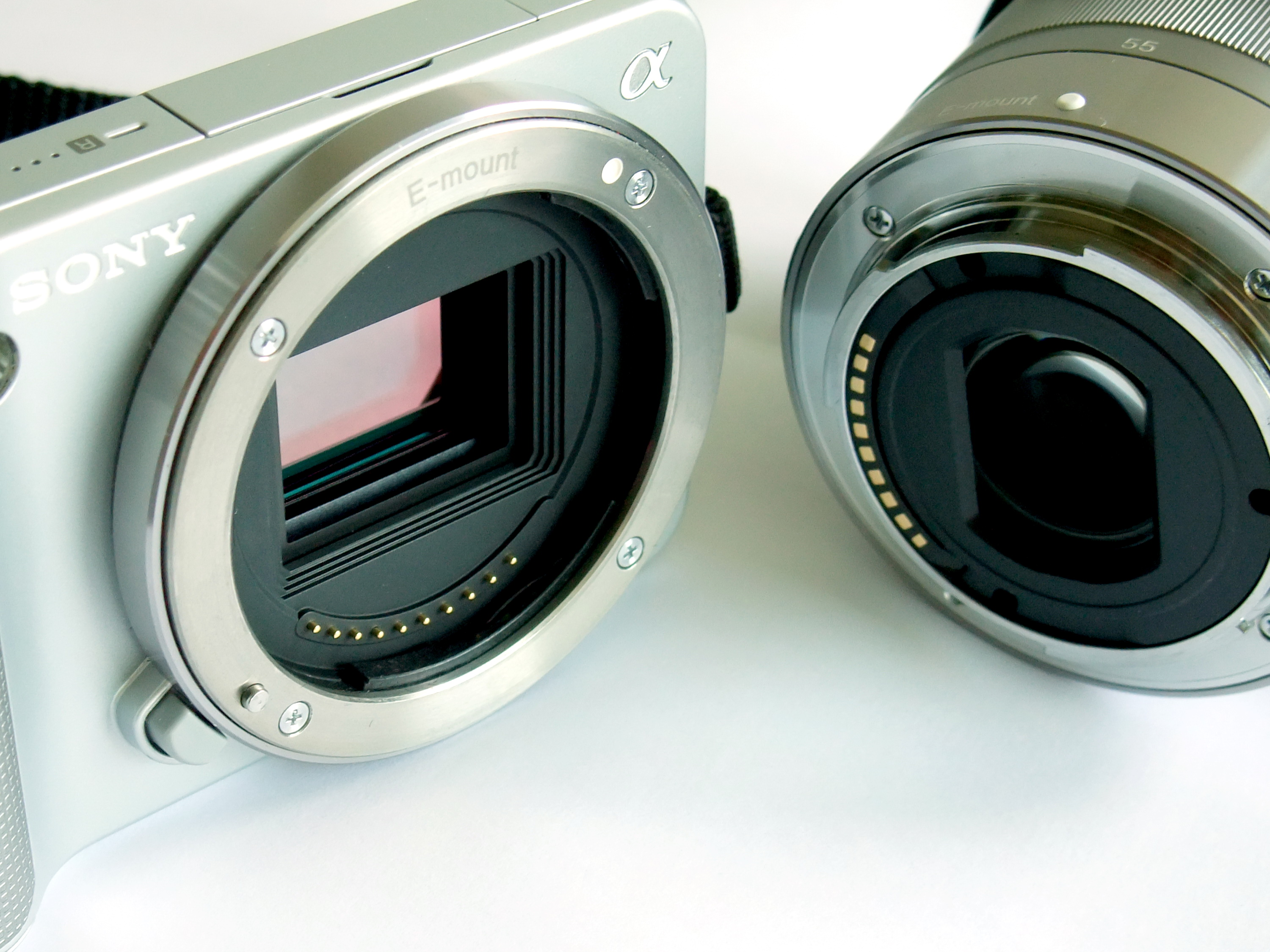
Aperçu des connectiques.
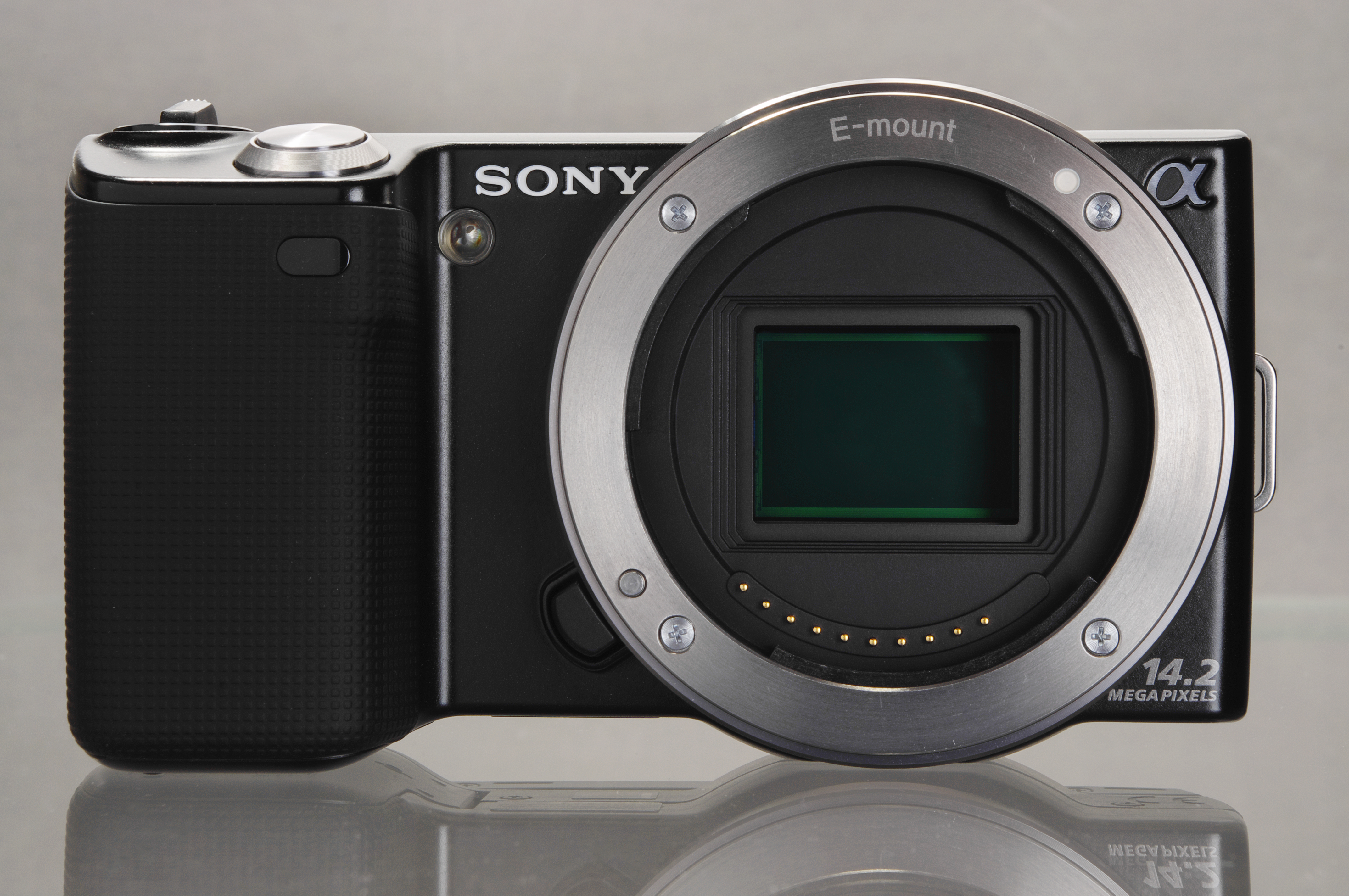
Vue frontale de la monture.

## Boîtiers

### Appareils photo
| Gamme NEX et ILCE (appareil photographique hybride) |                         |              |                     |                  |         |      |                |                    |
| NEX-3                                               | CX75210                 | Alpha (α)    | APS-C (1,5×)        | CMOS Exmor       | 14,2 MP | 5    | débutant       | juin 2010          |
| NEX-5                                               | CX75110 CX75121 CX75141 | Alpha (α)    | APS-C (1,5×)        | CMOS Exmor       | 14,2 MP | 5    | amateur        | juin 2010          |
| NEX‑C3                                              | CX75400 CX75420         | Alpha (α)    | APS-C (1,5×)        | CMOS Exmor-HD    | 16,1 MP | 2    | débutant       | août 2011          |
| NEX-5N                                              | CX75500 CX75520         | Alpha (α)    | APS-C (1,5×)        | CMOS Exmor-HD    | 16,1 MP | 1.02 | amateur        | septembre 2011     |
| NEX-7                                               | CX75600 CX75620         | Alpha (α)    | APS-C (1,5×)        | CMOS Exmor-HD    | 24,3 MP | 1.03 | semi-pro       | novembre 2011      |
| NEX-F3                                              | CX75700                 | Alpha (α)    | APS-C (1,5×)        | CMOS Exmor-HD    | 16,1 MP | 1.01 | débutant       | juin 2012          |
| NEX-5R                                              | CX75820                 | Alpha (α)    | APS-C (1,5×)        | CMOS Exmor-HD    | 16,1 MP | 1.03 | amateur        | septembre 2012     |
| NEX-6                                               | CX76060                 | Alpha (α)    | APS-C (1,5×)        | CMOS Exmor-HD    | 16,1 MP | 1.03 | expert         | septembre 2012     |
| Lunar                                               |                         | Hasselblad   | APS-C (1,5×)        | CMOS Exmor-HD    | 24,3 MP | 1.03 | professionnel  | septembre 2012     |
| NEX-3N                                              | CX76200                 | Alpha (α)    | APS-C (1,5×)        | CMOS Exmor-HD    | 16,1 MP | 1.0  | débutant       | mars 2013          |
| NEX-5T                                              | CX76500                 | Alpha (α)    | APS-C (1,5×)        | CMOS Exmor-HD    | 16,1 MP | 1.03 | amateur        | septembre 2013     |
| α 3000                                              | CX76400                 | Alpha (α)    | APS-C (1,5×)        | CMOS Exmor-HD    | 20,1 MP | 1.0  | débutant       | septembre 2013 (*) |
| α 7                                                 | CX77800                 | Alpha (α)    | Plein format (1,0×) | CMOS Exmor-HD    | 24,3 MP | 2.0  | semi-pro       | novembre 2013      |
| α 7R                                                | CX77900                 | Alpha (α)    | Plein format (1,0×) | CMOS Exmor-HD    | 36,4 MP | 2.0  | professionnel  | novembre 2013      |
| α 5000                                              | CX77300, CX77361        | Alpha (α)    | APS-C (1,5×)        | CMOS Exmor-HD    | 20,1 MP | 1.10 | débutant       | mars 2014          |
| α 6000                                              | CX77500                 | Alpha (α)    | APS-C (1,5×)        | CMOS Exmor-HD    | 24,3 MP | 2.0  | expert         | avril 2014         |
| α 3500                                              | CX77100                 | Alpha (α)    | APS-C (1,5×)        | CMOS Exmor-HD    | 20,1 MP | 1.0  | débutant       | avril 2014 (*)     |
| α 7S                                                | CX78500                 | Alpha (α)    | Plein format (1,0×) | CMOS Exmor-HD    | 12,2 MP | 2.0  | professionnel  | juillet 2014       |
| α 5100                                              | CX78300                 | Alpha (α)    | APS-C (1,5×)        | CMOS Exmor-HD    | 24,3 MP | 1.10 | amateur        | septembre 2014     |
| QX1                                                 |                         | Smart Lens α | APS-C (1,5×)        | CMOS Exmor-HD    | 20,1 MP | 1.0  | débutant       | octobre 2014       |
| α 7 II                                              |                         | Alpha (α)    | Plein format (1,0×) | CMOS Exmor-HD    | 24,3 MP | 1.0  | semi-pro       | janvier 2015       |
| α 7R II                                             |                         | Alpha (α)    | Plein format (1,0×) | CMOS BSI Exmor-R | 42,4 MP | 1.0  | professionnel  | août 2015          |
| Lusso                                               |                         | Hasselblad   | Plein format (1,0×) | CMOS Exmor-HD    | 36,4 MP | 1.0  | professionnel  | août 2015          |
| α 7S II                                             |                         | Alpha (α)    | Plein format (1,0×) | CMOS Exmor-HD    | 12,2 MP | 1.0  | professionnel  | novembre 2015      |
| α 6300                                              |                         | Alpha (α)    | APS-C (1,5×)        | CMOS Exmor-HD    | 24,3 MP | 1.0  | expert         | mars 2016          |
| α 6500                                              |                         | Alpha (α)    | APS-C (1,5×)        | CMOS Exmor-HD    | 24,3 MP | 1.0  | semi-pro       | novembre 2016      |
| α 9                                                 |                         | Alpha (α)    | Plein format (1,0×) | CMOS Exmor-RS    | 24,2 MP | 1.0  | professionnel  | juillet 2017       |
| α 7R III                                            |                         | Alpha (α)    | Plein format (1,0×) | CMOS BSI Exmor-R | 42,4 MP | 1.0  | professionnel  | novembre 2017      |
| α 7 III                                             |                         | Alpha (α)    | Plein format (1,0×) | CMOS BSI Exmor-R | 24,3 MP | 1.0  | semi-pro       | avril 2018         |
| α 6400                                              |                         | Alpha (α)    | APS-C (1,5×)        | CMOS Exmor-HD    | 24,3 MP | 1.0  | expert         | février 2019       |
| α 7 R IV                                            |                         | Alpha (α)    | Plein format (1,0×) | CMOS BSI Exmor-R | 61 MP   |      | professionnel  | septembre 2019     |
| α 9 II                                              |                         | Alpha (α)    | Plein format (1,0×) | CMOS Exmor-RS    | 24,2 MP |      | professionnel  | octobre 2019       |
| α 6600                                              |                         | Alpha (α)    | APS-C (1,5×)        | CMOS Exmor-HD    | 24,3 MP |      | semi-pro       | octobre 2019       |
| α 6100                                              |                         | Alpha (α)    | APS-C (1,5×)        | CMOS Exmor-HD    | 24,3 MP |      | amateur        | octobre 2019       |
| α 7S III                                            |                         | Alpha (α)    | Plein format (1,0×) | CMOS Exmor-HD    | 12,2 MP | 1.0  | professionnel  | juillet 2020       |
| α 7C                                                |                         | Alpha (α)    | Plein format (1,0×) | CMOS Exmor-HD    | 24,3 MP | 2.0  | expert compact | novembre 2020      |
| α 7 R V                                             |                         | Alpha (α)    | Plein format (1,0×) | CMOS Exmor-HD    | 61,0 MP |      | professionnel  | novembre 2022      |

| Disponibilité                                                          |
| ---------------------------------------------------------------------- |
| Future                                                                 |
| Actuelle                                                               |
| Ancienne                                                               |
| Exceptions : (*) Hors Japon (*) Hors Europe et Amérique (sauf Mexique) |

### Caméscopes
| Caméras vidéo |                  |                                   |                                 |                        |                |
| NEX-VG10      | CX36000, CX36001 | APS-C, 23,4 × 15,6 mm (1.5×)      | CMOS, Exmor HD, 14,2 Mpx        | 2010-05-11, 2010-07-14 | Septembre 2010 |
| NEX-VG20      |                  | APS-C, 23,4 × 15,6 mm (1.5×)      | CMOS, Exmor HD, 16,1 Mpx        | 2011-08-24             | Novembre 2011  |
| NEX-FS100     |                  | Super-35mm, 23,6 × 13,3 mm (1.6×) | CMOS, Exmor HD, 3,5 Mpx         | 2010-11-17, 2011-03-23 | Juillet 2011   |
| NEX-FS700     |                  | super 35, (ca. 1×)                | CMOS, Exmor, 4K-ready, 11,6 Mpx | 2012-04-02             | Juin 2012      |
| NEX-EA50      |                  | APS-C, (ca. 1.5×)                 | CMOS, Exmor HD, 16,1 Mpx        | 2012-08-17             | Octobre 2012   |
| NEX-VG900     |                  | Super-35 mm, (ca. 1.6×)           | CMOS, Exmor HD, 16,1 Mpx        | 2012-08-17             | Octobre 2012   |
| NEX-VG30      |                  | APS-C, (ca. 1.5×)                 | CMOS, Exmor HD, 16,1 Mpx        | 2012-08-17             | Octobre 2012   |
| PXW-FS7       |                  | Super 35, (ca. 1×)                | CMOS, Exmor, 4K-ready, 11,6 Mpx | 2014-09-12             | Février 2015   |
| PXW-FS5       |                  | Super 35, (ca. 1×)                | CMOS, Exmor, 4K-ready, 11,6 Mpx | 2015-09-11             | Fevrier 2016   |
| PXW-FS7 II    |                  | Super 35, (ca. 1×)                | CMOS, Exmor, 4K-ready, 11,6 Mpx | 2016-09-11             | Janvier 2017   |

## Objectifs

### Développement
En 2012, 4 objectifs à focale fixe, 5 zooms et deux convertisseurs de focale étaient disponibles sur le marché. En 2014, la gamme s'est étoffée et compte plus de vingt objectifs construit par Sony et Zeiss.

### Constructeurs tiers
Une trentaine d'autres objectifs sont commercialisés ou annoncés par des constructeurs tiers comme Tamron, Sigma, Samyang, Voigtländer, Viltrox ou encore Tokina, mais aussi par Zeiss (les séries Touit, Batis, Otus et Loxia ne sont pas co-développées avec Sony mais sont compatibles avec la monture et les trois dernières couvrent le plein-format).

### Gamme
En 2017, la gamme d'objectifs Sony E/FE compte 31 objectifs (12 focales fixes et 19 zooms) auxquels s’ajoutent huit convertisseurs optiques. Les focales couvertes vont de 10 à 400 mm sans convertisseur et se prolongent jusqu'à 800 mm avec les convertisseurs.
| Abréviation              | Modèle                                             | Code VX | Diamètre     | Poids   | (arrêt) [en cours] |
| ------------------------ | -------------------------------------------------- | ------- | ------------ | ------- | ------------------ |
| Focales fixes            |                                                    |         |              |         |                    |
| SEL16F28                 | Sony E 16 mm F2.8                                  | VX9100  | 49 mm        | 67 g    | 2010               |
| SEL20F18G                | Sony FE 20 mm F1.8 G                               |         | 67           | 373 g   |                    |
| SEL20F28                 | Sony E 20 mm F2.8                                  |         | 49 mm        | 69 g    | 2013               |
| SEL24F14GM               | Sony FE 24mm F1.4 GM                               |         |              |         | 2019               |
| SEL24F18Z                | Sony E Carl Zeiss Sonnar T* 24 mm F1.8             |         | 49 mm        | 225 g   | 2011               |
| SEL30M35                 | Sony E 30 mm F3.5 Macro                            | VX9104  | 49 mm (hood) | 138 g   | 2011               |
| SEL35F14GM               | Sony FE 35 mm F1.4 GM                              |         | 67           | 524     |                    |
| SEL35F28Z                | Sony FE Sonnar T* 35 mm F2.8 ZA                    |         | 49 mm        | 120 g   | 2013               |
| SEL35F18                 | Sony E 35 mm F1,8 OSS                              |         | 49 mm        | 155 g   | 2012               |
| SEL35F18F                | Sony FE 35 mm F1,8                                 |         |              |         | 2019               |
| SEL50F18                 | Sony E 50 mm F1.8 OSS                              |         | 49 mm        | 202 g   | 2011               |
| SEL50F18                 | Sony FE 50 mm F1.8                                 |         |              |         | 2016               |
| SEL55F18Z                | Sony FE Sonnar T* 55 mm F1.8 ZA                    |         | 49 mm        |         | 2013               |
| SEL85F14GM               | Sony FE 85 mm F1,4 GM                              |         |              | 820 g   | 2016               |
| SEL90F28G                | Sony FE 90 mm F2.8 G Macro                         |         |              |         | 2015               |
| SEL100F28GM              | Sony FE 100 mm F2,8 STF OSS                        |         |              |         |                    |
| SEL-135F18GM             | Sony FE 135 mm F1,8 GM                             |         |              |         |                    |
| SEL400F28GM              | Sony FE 400 mm F2,8 GM                             |         |              |         |                    |
| SEL600F4GM               | Sony FE 600 mm F4 GM                               |         |              |         | 2019               |
| Zooms                    |                                                    |         |              |         |                    |
| SEL1018                  | Sony E 10-18 mm F4 OSS                             |         | 62 mm        | 225 g   | 2012               |
| SEL1224G                 | Sony FE 12-24 F4 G                                 |         |              |         |                    |
| SEL1635Z                 | Sony FE 16-35 mm F4 OSS Vario-Tessar T*            |         |              |         | 2015               |
| SEL1635GM                | Sony FE 16-35 mm F2.8 GM                           |         |              |         |                    |
| SELP1650                 | Sony E 16-50 mm F3.5-5.6 OSS                       | VX9109  | 40,5 mm      | 116 g   | 2013               |
| SEL1670Z                 | Sony E 16-70 mm F4 ZA Zeiss Vario-Tessar T*        | VX9107  | 55 mm        | 308 g   | 2013               |
| SEL1850                  | Sony E 18-50 mm F4-5.6                             |         | 55 mm        |         | 2014 (*)           |
| SEL1855                  | Sony E 3.5-5.6/18-55 mm OSS                        | VX9101  | 49 mm        | 194 g   | 2010               |
| SEL18200                 | Sony E 18-200 mm F3.5-6.3 OSS                      | VX9103  | 67 mm        | 524 g   | 2010               |
| SEL18200LE               | Sony E 18-200 mm F3.5-6.3 OSS LE                   | VX9113  | 62 mm        | 460 g   | 2012               |
| SEL18200PZ               | Sony E 18-200 mm 3.5-6.3 PZ OSS                    | VX9123  | 67 mm        | 649 g   | 2012               |
| SEL2070G                 | Sony FE 20-70 F4 G                                 |         | 72 mm        | 488 g   |                    |
| SEL2470Z                 | Sony FE 24-70 mm F4 Zeiss Vario-Tessar             |         | 67 mm        | 430 g   | 2014               |
| SEL2470GM                | Sony FE 24-70 mm F2.8 GM                           |         | 82 mm        | 886 g   | 2016               |
| SEL2470GM2               | Sony FE 24-70 mm F2.8 GM II                        |         | 82 mm        | 695 g   |                    |
| SEL24105G                | Sony FE 24-105 mm F4 G OSS                         |         |              |         |                    |
| SEL24240                 | Sony FE 24-240 mm F3.5-6.3 OSS                     |         |              |         | 2015               |
| SEL2870                  | Sony FE 28-70 mm F3,5-5,6 OSS                      |         | 55 mm        | 295 g   | 2013               |
| SELP28135G               | Sony FE PZ 28-135 mm F4 G OSS                      |         |              |         | 2014               |
| SEL55210                 | Sony E 55-210 mm F4.5-6.3 OSS                      | VX9102  | 49 mm        | 345 g   | 2011               |
| SEL70200G                | Sony FE 70-200 mm F4 G OSS                         |         | 49 mm        | 840 g   | 2014               |
| SEL70200GM               | Sony FE 70-200 mm F2.8 GM OSS                      |         | 77 mm        | 1,5 kg  | 2016               |
| SEL70300G                | Sony FE 70-300 mm F4.5-5.6 G OSS                   |         |              | 854 g   | 2016               |
| SEL100400GM              | Sony FE 100-400 mm F4.5-5.6 GM OSS                 |         |              | 1 395 g | 2017               |
| SEL200600G               | Sony FE 200-600 mm F5.6/6.3 G OSS                  |         |              | 2 115 g | 2019               |
| Convertisseurs de focale |                                                    |         |              |         |                    |
| VCL-ECF1                 | Fisheye Converter 0.62x (équivalent 10 mm)         | VX9191  |              | 150 g   | 2010               |
| VCL-ECF2                 | Fisheye Converter 0.62x (équivalent 10 mm)         |         |              |         | 2015               |
| SEL-057FEC               | Fisheye (FE) Converter 0.57x (équivalent 10 mm)    |         |              |         | 2015               |
| VCL-ECU1                 | Ultra Wide Converter 0.75x (équivalent 12 mm)      | VX9192  |              | 125 g   | 2010               |
| VCL-ECU2                 | Ultra Wide Converter 0.75x (équivalent 12 mm)      |         |              |         | 2015               |
| SEL075UWC                | Ultra Wide (FE) Converter 0.75x (équivalent 12 mm) |         |              |         | 2015               |
| SEL14TC                  | Convertisseur optique 1,4x                         |         |              |         | 2016               |
| SEL20TC                  | Convertisseur optique 2x                           |         |              |         | 2016               |

## Bagues adaptatrices

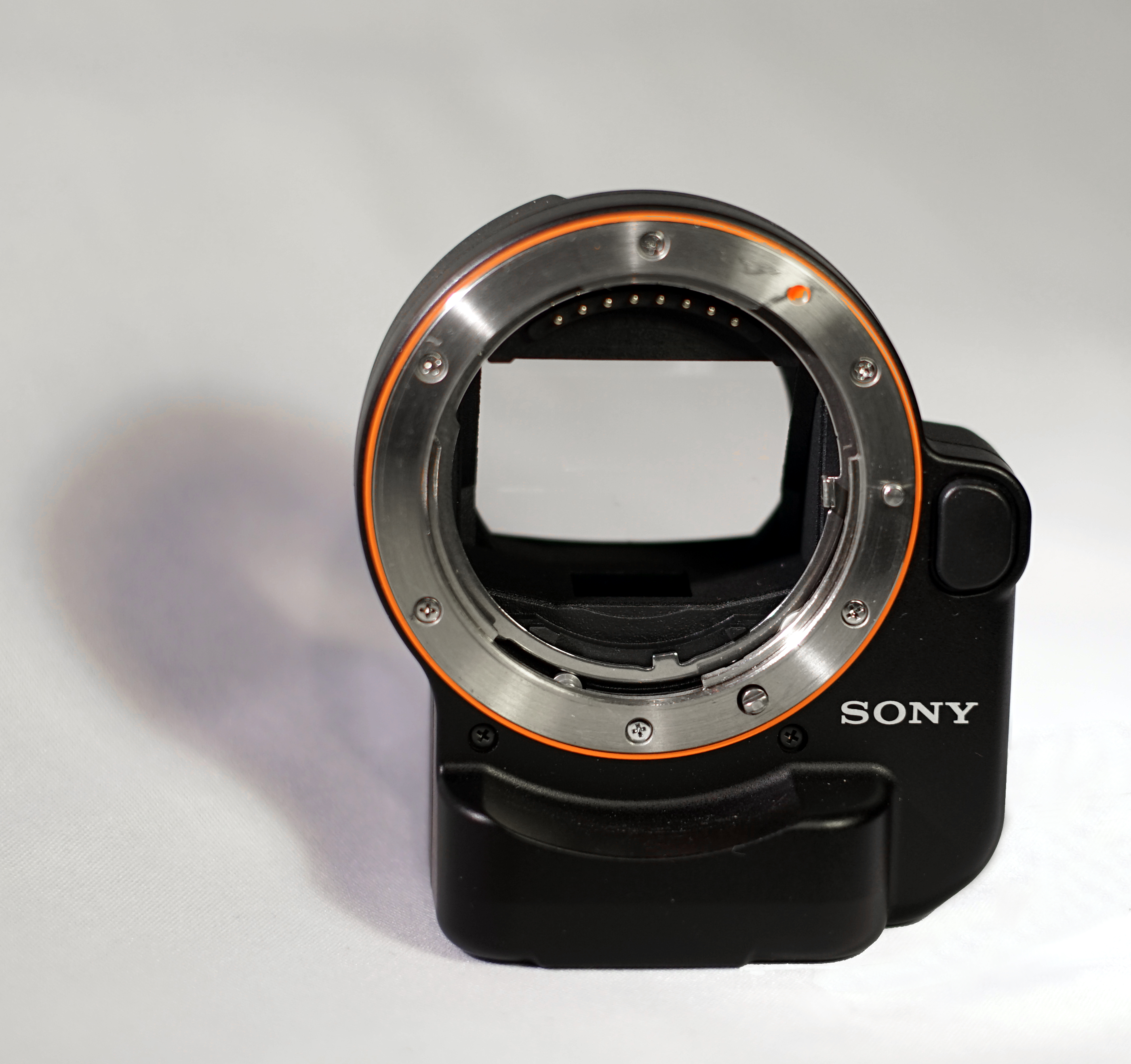
Bague Sony LA-EA4.

Le faible tirage mécanique de la monture (18 mm) permet d’y monter un grand nombre d’objectifs tiers sans perdre la mise au point à l’infini, via une bague adaptatrice. Les objectifs Sony A et Minolta AF peuvent être montés avec une plus ou moins grande perte des réglages automatiques selon le modèle à l'aide d'une des bagues dédiées vendues par Sony, LA-EAx (1 à 4). Les objectifs EF et EF-S de Canon ont aussi des adaptateurs. Les bagues d'adaptation de monture, qui ne conservent pas les automatismes et ne transmettent pas les données EXIF permettent de monter tous les objectifs à plus grand tirage.